# Dreyerstraßenbrücke

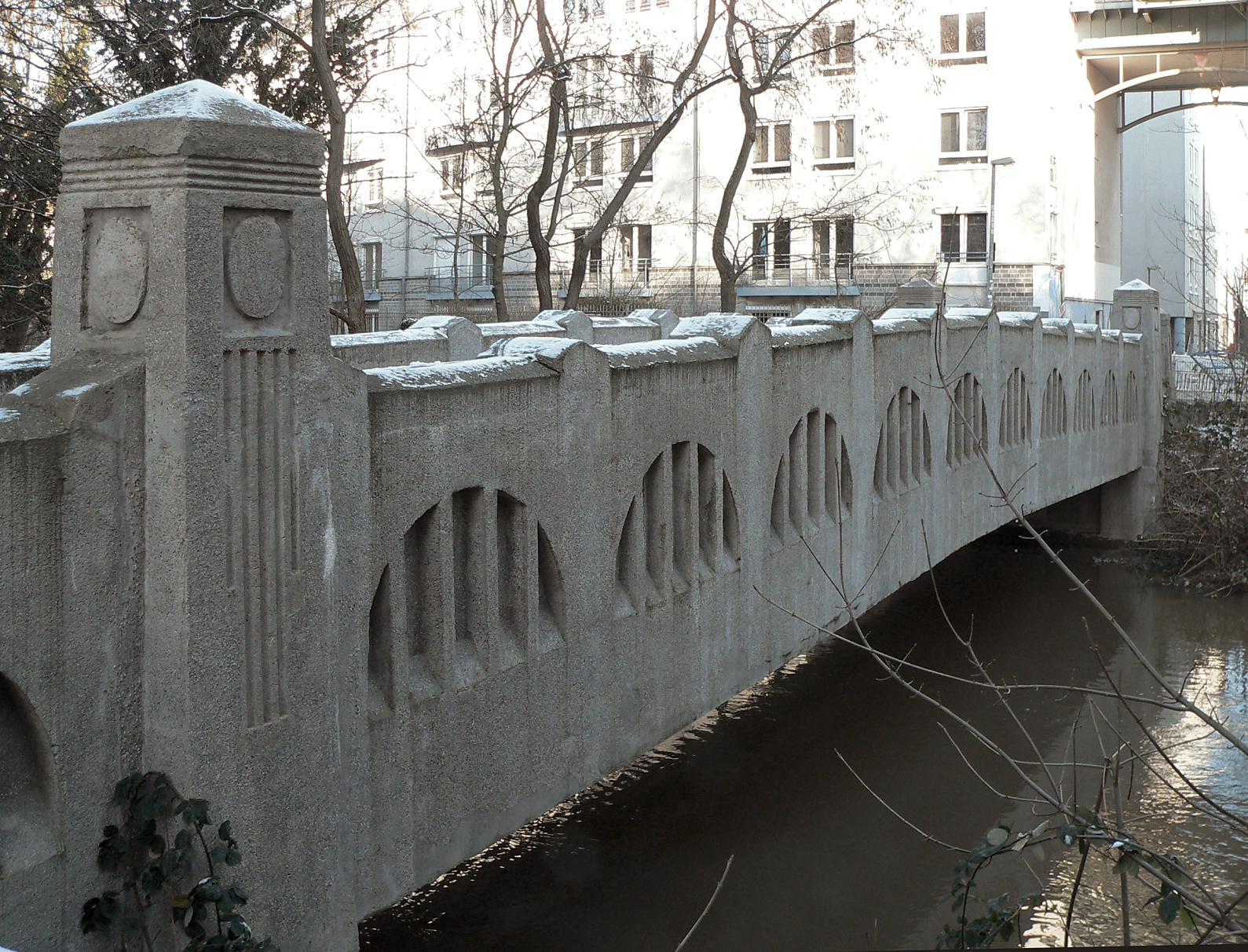
Dreyerstraßenbrücke

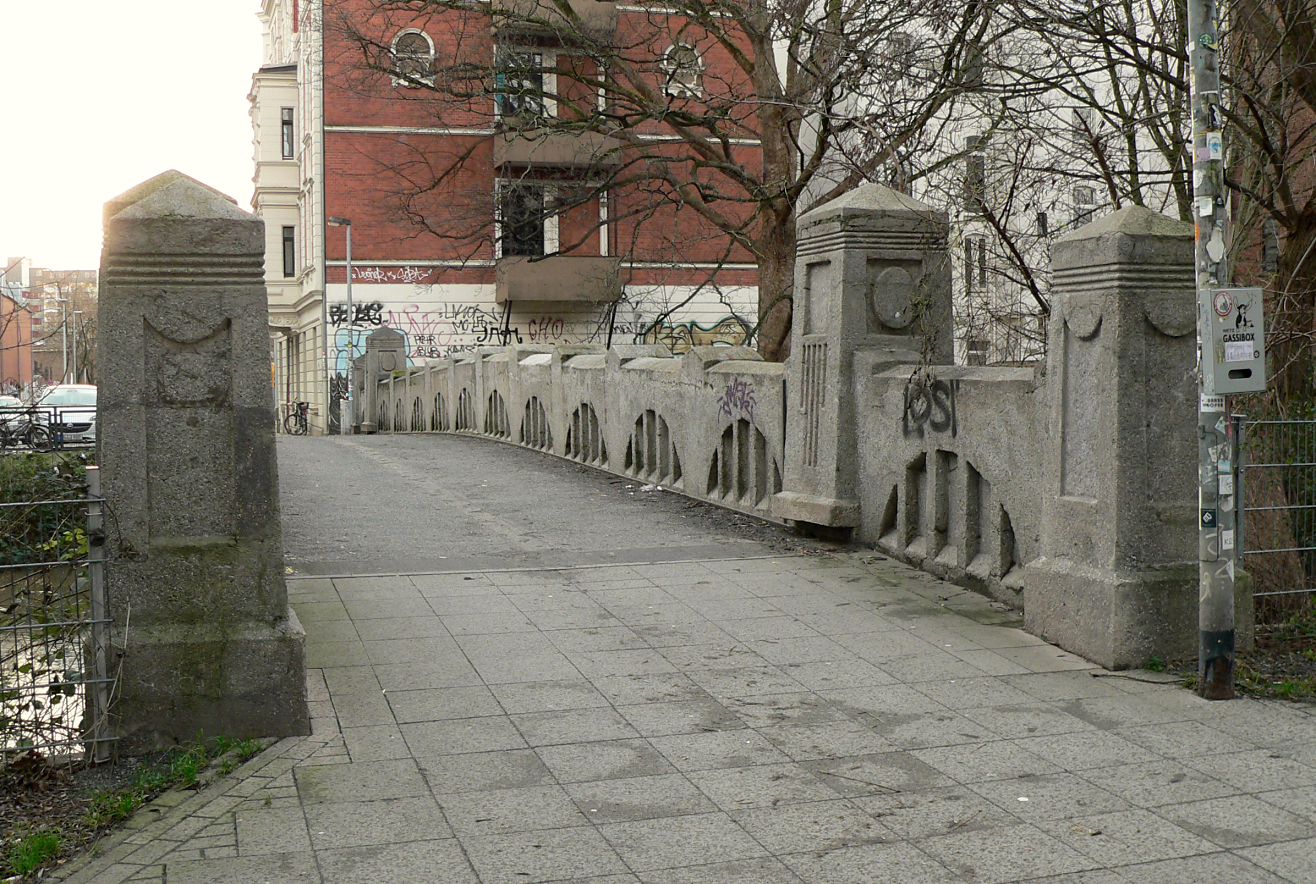
Blick über die Brücke

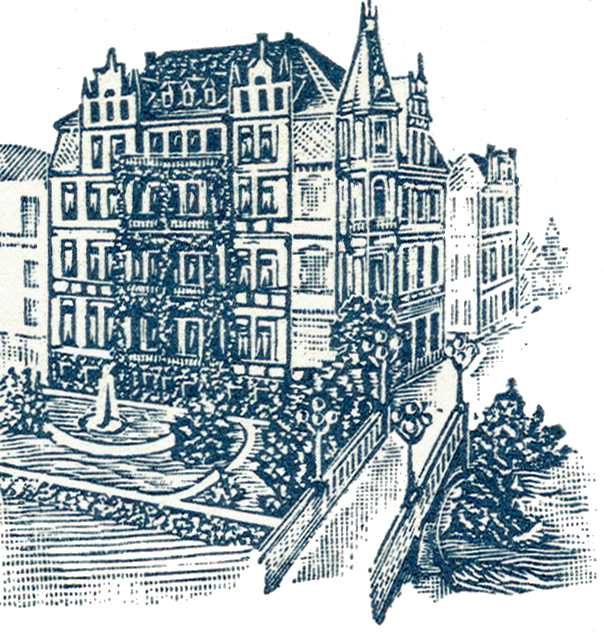
Darstellung der Vorgängerbrücke auf einer Rechnung der Firma A. & G. Dreyer von 1904

Die Dreyerstraßenbrücke ist eine denkmalgeschützte Fahrrad- und Fußgängerbrücke über die Leine im Stadtteil Calenberger Neustadt in Hannover. Sie verbindet in der Verlängerung der Dreyerstraße den ehemaligen Vorort Königsworth mit dem Bereich Glocksee. 

## Beschreibung
Die 1910 errichtete Dreyerstraßenbrücke ist 20,5 Meter lang und hat eine Breite von 3,5 Meter. Sie ist eine eisenbewehrte Sichtbetonbrücke mit Betonpfahlgründung. Die Brückengeländer sind in die Tragkonstruktion integriert.
Laut dem Niedersächsischen Landesamt für Denkmalpflege ist die Brücke eine der frühesten Konstruktionen des bewehrten Betonbrückenbaus in Hannover. Ab 1911 entstanden ähnliche Bauwerke als weitgespannte Betonbogenbrücken über den Mittellandkanal. Da aufgrund von Sanierungen seit 1998 keine dieser Brücke mehr erhalten ist, kommt der Dreyerstraßenbrücke eine besondere Bedeutung als Denkmal zu.

## Geschichte
Die Initiative für den Bau der Brücke ging vom Unternehmer Georg Dreyer  aus, nach dem die Dreyerstraße bereits zu seinen Lebzeiten benannt worden ist. Er hatte 1874 in der Königsworth als früheres Gerberviertel die Chemische Waschanstalt „A. & G. Dreyer“ gegründet. Dreyer forderte seit 1881 von der Stadt Hannover den Bau einer Brücke. Zunächst entstand 1889 eine Drahtseilfähre, die von Dreyer finanziert wurde. 1891 errichtete die Stadt an der Stelle eine Holzbrücke für Fußgänger, die täglich von bis zu 4000 Personen benutzt wurde. 1898 beschloss die Stadt, die Holzbrücke durch eine massive Brücke zu ersetzen. Nachdem die Holzbrücke morsch geworden war, wurden ab 1907 Baupläne zum Neubau entworfen. Erst 1909 wurde eine massive Brücke aus Beton errichtet. Da sie wegen Baumängeln nicht abgenommen wurde, kam es zum Abriss und 1910 zur Neuerrichtung in baugleicher Form mit verbesserter Bewehrung. 2016 erfolgte eine größere Sanierung, da der Stahlbeton marode geworden war.